# I район (Турку)
I район (фин. I kaupunginosa, швед. I stadsdel) — один из центральных районов города Турку, входящий в Центральный округ и расположенный на восточном берегу реки Аурайоки.

## Географическое положение
Район расположен между улицами Ууденмаанкату (Uudenmaankatu) и Первой финской национальной дорогой (частью трассы E 18) в направлении к Хельсинки.
Главная улица района Хямеэнкату делит район на две половины — Сирккала и университетский городок, переходя в дорогу № 10 по направлению на Хямеэнлинна.

## Достопримечательности
Историческим и архитектурным ядром района является Старая площадь. На ней и вокруг неё сосредоточено большое количество памятников архитектуры районного и национального значения, в том числе — Кафедральный собор, резиденция архиепископов Турку, ряд музеев — Музей музыки Яна Сибелиуса, Дом-музей Ett Hem.
В районе расположены три высшие учебные заведения города — Академия Або, Университет Турку и Высшая школа экономики (с 1950 по 2009 года действовавшая как самостоятельный университет, а позднее вошедшая в структуру университета Турку).
На территории района расположено центральное медицинское учреждение Турку — университетский медицинский комплекс TYKS.

## Население
В 2007 году население района составляло 6 291 человек.
В 2004 году численность жителей района равнялась 6 177 человек из которых дети моложе 15 лет составляли 4,9 % (в 2004 — 5,47 %), а старше 65 лет — 18,1 % (в 2004 — 18,67 %). Финским языком в качестве родного владели 84,4 % (в 2004 — 85,54 %), шведским — 11,9 % (в 2004 — 10, 94 %), а другими языками — 3,7 % (в 2004 — 3,51 %) населения района.